# Ping An Insurance
Pour les articles homonymes, voir Pingan.
Ping An Insurance (chinois simplifié : 中国平安 ; chinois traditionnel : 中國平安 ; pinyin : Zhōngguó Píng'an ; litt. « La Paix de Chine », est une holding chinoise dont les filiales ont des activités dans la banque et l'assurance.

## Histoire
Elle a obtenu la notation « AAA », le grade le plus élevé de cette notation internationale.
Le 29 novembre 2007, Ping An devient le premier actionnaire de la banque belgo-néerlandaise Fortis avec une participation de 4,18 % du capital soit 1,8 milliard d'euros. Il est à noter que Ping An est elle-même détenue à hauteur de 17 % par le groupe bancaire britannique HSBC. En mai 2022, Ping An et HSBC engagent une négociation de scission.

## Structure
Elle est parfois dénommée par le diminutif « Pin An », commun à toutes ses filiales. Elle conduit de nombreuses activités qu'elle a réparties dans différentes filiales spécialisées :
- Ping An Life
- Ping An Property & Casualty
- Ping An Trust
- Ping An Securities
- Ping An Bank
- Ping An Annuity
- Ping An Health
- Ping An Asset Management.
- Ping An Technology

## Immobilier
En 2013, le groupe Ping An fait l'acquisition du gratte-ciel à Londres Lloyd's Building pour £260 millions. En 2021, le groupe est endetté à hauteur de 8 Milliards de dollars dans le projet immobilier China Fortune Land dans lequel Ping An est actionnaire à hauteur de 25%.